# Танаелва
Танаелва или Тенайоки (на норвежки: Tanaelva; на фински: Tenojoki) е река в северна Норвегия (фюлке Финмарк) и северна Финландия (провинция Лапландия), вливаща се в Танафиорд на Баренцево море. Дължина – 200 km (с лявата съставяща я река Карашиока – 361 km), от които 141 km по границата между двете държави и 59 km в Норвегия, площ на водосборния басейн – 14 891 km².

## Географска характеристика
Река Танаелва (Тенойоки) се образува на 122 m н.в., на границата между Норвегия и Финландия, на 12 km източно от норвежкото градче Карашиок от сливането на двете съставящи я реки Карашиока (161 km, 4948 km², лява съставяща) и Инарийоки (153 km, 3152 km², дясна съставяща), водещи началото си от северните склонове на паралелно простиращото се възвишение Манселкя. След образуването си река Танаелва на протежение от 141 km тече в северна и североизточна и служи за граница между двете държави. В този участък долината ѝ е тясна и дълбока, но за разлика от останалите норвежки реки течението ѝ е бавно и спокойно и не преминава през проточни езера. При норвежкото градче Полмак завива на север, навлиза изцяло на норвежка територия, излиза от хълмистите райони и тече в широка и плитка долина, като ширината на коритото ѝ на места надхвърля 500 m. Влива се от юг в Танафиорд на Баренцево море на 12 km североизточно от селището Бонакас.
Водосборният басейн на Танаелва обхваща площ от 14 891 km², като по-голямата част от него е на норвежка територия. Речната ѝ мрежа е двустранно развита. На изток и северозапад водосборният басейн на Танаелва граничи с водосборните басейни на реките Паатсиоки, Стабурселва, Бьорселва, Стурелва и други по-малки, вливащи се в Баренцево море, на запад – с водосборния басейн на река Алтаелва, вливаща се в Норвежко море, а на юг – с водосборния басейн на река Кемийоки, вливаща се в Балтийско море.
Основни притоци:
- леви – Карашиока (161 km, 4948 km²), Валиока, Левайока, Борсейока, Лакшиока, Маскейока;
- десни – Инарийоки (153 km, 3152 km²), Пиесиоки, Нилийоки, Утсиоки, Веткийоки, Поулбмакиоки, Луовтейока.[1]

Танаелва има предимно снежно подхранване с ясно изразено лятно пълноводие и зимно маловодие. Среден годишен отток в устието 197 m³/s. Замръзва през октомври, а се размразява в края на май.

## Стопанско значение, селища
Поради отсъствието на бързеи и прагове, малката денивелация на течението и пълноводието ѝ Танаелва е плавателна за плиткогазещи речни съдове по цялото си протежение от края на май до края на септември. По течението ѝ на норвежка и финландска територия са разположени няколко малки населени места, в т.ч. Полмак и Сейда в Норвегия.